# Combate terrestre
En su acepción más amplia, combate es el acto de luchar entre sí de dos ejércitos o fracciones de ellos.

## Combate versus batalla
Existe discrepancias entre los tratadistas para marcar con precisión la diferencia entre combate y batalla. Aquella encierra un sentido de mayor generalidad que ésta; la batalla, la acción, la refriega, en una palabra todo choque de dos fuerzas enemigas cualquiera que sea su importancia, caben dentro de la denominación común de combate. Pero en su misma generalidad empequeñece el concepto de esta palabra, toda vez que pueda haber, y hay, combates que por la escasez de las fuerzas en liza, o por otras circunstancias, apenas ejercen influencia sobre la marcha de las operaciones; mientras que la batalla, aunque no sea decisiva, produce resultados de consideración.
Por otra parte, la batalla misma no es más que un conjunto de combates parciales. Por consiguiente, se puede distinguir en la palabra combate un significado genérico, que corresponde al concepto de lucha en toda su extensión, y otro más concreto, que lo hace sinónimo de encuentro o choque elemental, a veces episódico, de poca importancia en suma.

## Definición
Si el fin de la guerra es la destrucción del ejército enemigo, el combate es el medio más adecuado para realizarlo.
Cuando se juzga por el aspecto exterior de la lucha parece que ésta, aun en el caso de ser el resultado de un encuentro fortuito, tiene por objeto la conquista de unas posiciones, que uno de los contendientes, el que se considera más fuerte, ataca con encarnizamiento, y el otro defiende con tesón. Pero en realidad, este objeto no es más que aparente: rara vez las posiciones disputadas tienen por sí solas valor suficiente para que merezcan el cruento sacrificio de tantas vidas. Y es tan así, que casi nunca el vencedor las ocupa de un modo duradero, contentándose por lo regular con permanecer en ellas el tiempo necesario para descansar y dar fe de que las ha ganado. y si por el contrario las abandona, esquivando el choque, eso que a parece una victoria alcanzada sin pérdidas, constituye todo lo más una ventaja, incompleta y de poca consideración la mayoría de las veces, porque la retirada espontánea del enemigo no resuelve nada, ya que puede ser impuesta por la necesidad de concentrar fuerzas para prepararse a una acción decisiva, y aquel puede parecer más pujante cuando menos se le espere. 
Con esto se entiende que al brindar al enemigo un combate el fin que se persigue no es inútil el afán de desalojarle de unas posiciones, que tal vez para nada sirven, sino por el deseo de aniquilarle, o por lo menos quebrantarle gravemente la moral, de hacerle sentir el peso de la propia superioridad, y obligarle a retirarse desordenado y maltrecho, reconociéndose vencido. Este sí que es un objeto digno de ser ambicionado, porque la victoria no significa solo el escarmiento del enemigo y la pérdida consiguiente que experimenta en hombres y en material de guerra; supone también, y muy principalmente, un aumento considerable de la fuerza moral propia y la correlativa depresión en la del contrario, predisponiéndole a ceder en sus intransigencias, y contribuyendo en allanar el camino para llegar a la paz.

## Tipos
Los combates según sus circunstancias pueden ser:
- premeditados, si ambas partes conocen la situación y fuerzas del adversario con bastante seguridad para adoptar a su tiempo las disposiciones debidas para el choque.
- de encuentro, si este se produce de un modo inesperado para ambos.
- de sorpresa, si uno de ellos lo ha preparado con oportunidad, mientras el otro, ignorando la proximidad del peligro, o la forma en que este el amenaza, no se encuentra en estado de afrontarlo debidamente desde el principio.
- irregulares, los que un ejército sostiene contra un enemigo, que por ignorancia o por falta de organización y de elementos, emplea en la lucha procedimientos de combate no acostumbrados entre tropas regulares, y que pugnan con los principios admitidos del arte de la guerra.
- demostrativos, son los que una fracción de tropa empeña con un despliegue desproporcionado de fuerzas para hacer creer al enemigo que se propone atacarle, cuando su único objetivo es distraer su atención para que otra fracción realice con menos dificultad el verdadero ataque.
- reconocimiento ofensivo se llama al combate entablado sin empeñarse muy a fondo, con el exclusivo objetivo de adquirir datos concretos acerca del enemigo y de las condiciones defensivas de la posición que ocupa, o de la situación de sus fuerzas cuando está en marcha.
- de retaguardia, cuando solo toman parte en él esas fracciones del ejército.
- de localidades, cuando tienen por teatro el interior de poblaciones, bosques, desfiladeros, etc.

### Combate defensivo
El combate es defensivo para una de las partes, cuando como consecuencia del sistema bélico adoptado para asegurar el éxito contra un enemigo más poderoso, o por la debilidad relativas de sus fuerzas le aconseje acogerse voluntariamente a esta forma de combate, buscando en el amparo del terreno el modo de compensar su inferioridad.

### Combate ofensivo
El combate era ofensivo para la parte que se considerara más fuerte o porque le convenía aprovechar la ocasión para asestar un golpe al adversario, o porque necesitaba obrar con energía para resolver inmediatamente el conflicto que tenía planeado. 
Esto no excluía la posibilidad de que en un combate el que se mantenía a la defensiva tomase la ofensiva en un momento dado, o de que el que atacaba se mantuviera por el contrario a la defensiva en una parte de su línea de combate. 

## Fases de un clásico combate
- Tanteo y reconocimiento del enemigo: desde el punto de vista ofensivo, en esta primera fase, las patrullas de caballería procedían descubrir al enemigo y establecían contacto. El grueso de los escuadrones las reforzaba, lanzándose unidos contra las patrullas enemigas hasta lograr ahuyentarlas, y las perseguían hasta llegar a la altura de las primeras fuerzas de infantería. Mientras tanto destacaban oficiales montados con la misión de reconocer las fuerzas que tenían enfrente y las posiciones que ocupaban.. Los datos recogidos por ellos se transmitían al jefe de la vanguardia y al de la columna. La vanguardia apresuraba el paso, y si era necesario reforzaba a los escuadrones de contacto con la fuerza de caballería de que disponía. Oficiales montados de infantería y de artillería se adelantaban a reconocer el terreno y elegir posiciones para las unidades de vanguardia.. A medida que éstas llegaban al lugar del combate se desplegaban y rompían el fuego para obligar al contrario a descubrir sus fuerzas y manifestar sus intenciones. La caballería se retiraba hacia los flancos para protegerlos e impedir los reconocimientos del enemigo. Las baterías se situaban en emplazamientos ocultos a la vista de aquel. El jefe de la vanguardia tan pronto como se hacía cargo del futuro campo de batalla, ocupaba con sus tropas las posiciones más favorables para proteger el despliegue del grueso de la columna. Si era preciso para desalojar al adversario de algunas de las suyas lo intentaban, aunque sin tomar iniciativas demasiados arriesgadas que pudieran desbaratar los planes.

Mientras tanto, el grueso de la columna avanzaba hasta llegar a una decena de kilómetros del enemigo y se concentraba en un sitio a propósito para que el general pudiera disponer de sus fuerzas y enviarlas cuando conviniera a la línea de combate. La retaguardia se detenía y reunía la impedimenta.
Mientras se efectuaba la concentración el general se adelantaba seguido de su Estado Mayor, hasta el punto desde el cual se descubría todo el campo de batalla. En vista de las noticias que recibía y del concepto que él mismo se formase sobre el terreno, trazaba su plan de combate y lo comunicaba a los jefes dependientes de él para encaminar los esfuerzos hacia el mismo fin. Entonces, el Estado Mayor comunicaba a las diversas unidades superiores las órdenes para el despliegue, expresando la misión que les correspondía en el combate, las posiciones adonde debían dirigirse y la extensión del frente que debían ocupar. Las unidades de encaminaban a los puntos que se les habían marcado, marchando a ellos por el camino más corto y procurando no exponerse inútilmente al fuego de la artillería contraria.
- Preparación para el ataque: empezaba entonces la segunda fase del combate, dentro de la cual se pueden considerar dos periodos distintos: el primero que correspondía al avance de la infantería hasta llegar a la distancia de la posición enemiga, en que el fuego de fusil alcanzaba su mayor eficacia, y el segundo, que comprendía el avance dentro de esta zona peligrosa hasta el momento del ataque decisivo.

Según los partidarios del principio de economía de fuerzas no habían de entrar en acción desde el principio del combate más que el número de baterías indispensables para dominar con sus fuegos el de las baterías contrarias, y debían dividir toda su artillería en dos fracciones: baterías de acompañamiento, que seguían a la infantería, y contrabaterías, encargadas de luchar con la artillería enemiga y de tener a raya a las fuerzas que pretendían ejecutar contraataques. Las primeras tenían por objetivo principal a la infantería contraria y las últimas desempeñaban su misión procurando destruir sucesivamente las baterías enemigas cuando la atención de éstas la acaparaba otros objetivos.
La infantería, entre tanto avanzaba, en fracciones cada vez menos densas, se desplegaba en guerrilla cuando el fuego del enemigo empezaba, y mediante saltos sucesivos de 100 0 150 metros se aproximaba al adversario evitando romper fuego antes de tiempo y sosteníéndolo solo por breves instantes cuando hubiera de detenerse para tomar aliento antes de efectuar un nuevo avance.
Hay que tener en cuenta que el fuego de fusil a distancias mayores de 1200 m era muy poco eficaz contra masas considerables de tropa, que el enemigo cuidaba no exponer inútilmente a él.
- Superioridad del fuego: el periodo álgido del combate comenzaba al llega la infantería a unos 700 u 800 m del enemigo, a cuya distancia su fuego era mortífero. el avance se dificultaba entonces hasta el punto de hacerse imposible efectuarlo con regularidad. Solo pequeños grupos podían adelantarse a la carrera o arrastrándose, de posición en posición, aprovechando para cubrirse todos los accidentes del terreno e improvisando donde no los había, pequeños parapetos con los útiles portátiles de que dispusieran. Este avance era muy lento y causante de que el combate alcanzara una duración desmesurada: Basta con considerar que en la Guerra Ruso-Japonesa (1904-1905) se llegó a invertir días enteros en adelantar la línea de combate solo 200 o 300 m.

En esta fase había que quebrantar la moral del enemigo de tal modo que se convenciera de la inutilidad de sus esfuerzos para impedir el avance. Con este objeto se reforzaban los sostenes de la guerrilla, para que ésta sostuviera un vivo tiroteo con el adversario, de cuyo resultado dependía el que se quedara pegada al terreno, sin ánimo para seguir más adelante, o que continuara con su marcha progresiva hasta llegar a corta distancia de aquel. A lograr este resultado contribuían eficazmente las baterías de acompañamiento, que cambiando de posición, se acercaban a la línea de combate y se esforzaban en vencer la resistencia que encontrara la infantería, sin preocuparse de sus propias pérdidas, ni del fuego que sobre ellas dirigieran las baterías de la defensa.
Y a estas alturas del combate, el plan habría ido afirmándose y definiéndose, y en virtud de las órdenes que para su ejecución partieran del Estado Mayor la lucha habría adquirido su carácter especial, puramente demostrativo en tal o tales partes de la línea de combate y de ataques decididos en tales otras. Las fuerzas encargadas del primero procurarían inquietar al enemigo desplegando una guerrilla muy densa y amagándole constantemente para mantenerle indeciso acerca del verdadero punto del ataque. Las otras fuerzas reforzaban sucesivamente la guerrilla, embebiéndose en ella en todos los escalones de la primera línea, y arreciaban sus disparos contra los puntos elegidos, sobre los cuales debían también concentrar los suyos la artillería y las ametralladoras.  Esta lluvia de proyectiles es la que debía abrir camino a las tropas destinadas al asalto. Dichas fuerzas se aproximaban mientras, siempre que fuera posible a cubierto del fuego y de la vista del enemigo, hasta situarse tan cerca de él como el terreno lo permitiera (unos 300 metros), a fin de salvar esta distancia cuando conviniera, de un solo impulso, sorprendiéndole con el ataque. En la Guerra Ruso-Japonesa este avance se efectuó a menudo de noche para dar el asalto en la madrugada del día siguiente.
Los combates a distancia no se decidían pro el mero efecto del fuego. Para hacer abandonar al enemigo su puesto era indispensable que el atacante se echara sobre él con la firme resolución de poner fina a la lucha en un combate cuerpo a cuerpo. Este ataque violento, era el coronamiento y complemento de toda la acción anterior, pero podía convertirse en un sangriento fracaso si no estaba bien preparado por el fuego. El general debía apreciar el instante justo en que este esfuerzo supremo tenía que resultar fructífero y no inútil carnicería. Cuando el general estimara que el ataque se podía ejecutar, el fuego adquiría su máxima intensidad, los batallones que debían dar el golpe decisivo avanzaban hasta la primera línea, formando diferentes escalones para que el choque se produjera, no de una vez, sino mediante impulsos repetidos, y cargando a la bayoneta sobre el enemigo. La segunda línea cerraba sobre la primera, empujándola, y la reserva general avanzaba hasta 1 km aproximadamente de la posición contraria, situándose de manera que pudiera proteger la retirada o dar mayor energía al ataque. La artillería que se habría adelantado también en parte, concentraría sus su fuego sobre la zona atacada, y en el momento en que sus disparos pudieran ser peligrosos para la infantería, alargar el alza para batir las reservas del enemigo y el terreno por donde este tendría que retirarse al abandonar la posición. Los zapadores marchaban con las fuerzas de primera línea, destruyendo los obstáculos que se interpusieran en su camino y lanzando explosivos contra el enemigo, y la caballería amenazando con cortarle la línea de retirada, cargando, si la ocasión era propicia para ello.
Cuando el resultado del choque era favorable al ejército atacante y llegaba a coronar la posición del enemigo, debía precaverse contra una reacción ofensiva de aquel, o un contraataque pudiesen intentar tropas de refresco, aprovechándose de la confusión que suele reinar en tales momentos. Para ello, las tropas de la segunda línea se desplegaban y rompían el fuego, mientras las de la primera se reorganizaban a su espalda, quedando en segunda línea. En esta forma se continuaba el combate cuando el enemigo pretendía sostenerse en otras posiciones más atrasadas, pero si se producía la huida había que perseguirle, dejando a la caballería la misión de efectuar la persecución de un modo más activo. Si por el contrario el ataque era rechazado y se imponía abandonar el campo ante la superioridad del adversario, la reserva apoyada estratégicamente por las baterías disponibles y las ametralladoras entraban en acción para contener el avance de aquel y dar tiempo a que se replegaran a su amparo las otras fuerzas; la caballería se sacrificaba si era preciso para salvarlas, y éstas reorganizándose sobre la marcha , se alejaban rápidamente del campo de batalla, dirigiéndose a los puntos que se les señalasen para reunirse, precedidas por la impedimenta, que se habría puesto en marcha antes, bajo la protección de algunas fuerzas de caballería. Este era el momento más difícil del combate, porque el enemigo al darse cuenta de lo que ocurría acosaba al consideraba ya vencido. por eso convenía disimular la retirada con contraataques para dar la impresión de que se persistía en el plan ofensivo, y siempre que fuera posible emprender la retirada al oscurecer para que con la oscuridad de la noche fuera más fácil despistar al enemigo y sustraerse a su persecución.

## El plan
Descripción de un ejemplo de plan válido hasta la Primera Guerra Mundial, incluida parte de ésta, hasta que la introducción de la aviación en la guerra, cambió las formas y reglas del combate.
En el combate defensivo y en el ofensivo hacía falta tener un plan, algo que a primera vista parece incompatible con la falta de iniciativa que supone aquella forma de lucha, cuya importancia estriba en que no debe supeditarse completamente a los designios del enemigo. 
La clase de posición que se trate de defender, las fuerzas con que se cuente y las noticias que se tengan del enemigo son los factores que influyen principalmente en la concepción del plan. 
Es preciso que el plan no se proponga disputar el suelo al agresor de un modo pasivo, sino con el propósito de atacarle a su vez tan pronto como las circunstancias lo permitan. Elegida la posición en que se disputará el combate, para lo que hay que tener en cuenta consideraciones estratégicas y tácticas, el que está al mando deberá proceder al reconocimiento militar|reconocimiento de los alrededores y ocupar con pequeños destacamentos avanzados los puntos desde los cuales la artillería enemiga podría cañonearla.
La distribución de las fuerzas debe hacerse con sujeción al plan, y suponiendo que este sea defensivo–ofensivo se formarán con ellas tres núcleos distintos: uno encargado de sostener la defensa de la posición, otro para realizar el contraataque y la reserva general. El primero, con aproximadamente la mitad de los efectivos, se reparte en dos líneas: una que se extiende de un modo continuo por todo el frente, y se compone de las fuerzas en fuego, con su escalón de refuerzo y por lo regular sin apoyos, que se introducen en el cordón de tiradores; y la otra, formada por las reservas parciales, se sitúa aproximadamente a 1 km a retaguardia de la anterior y sirve para reforzarla en caso necesario, protegerla si tiene que retirarse y oponerse a los ataques de flanco.
El segundo se mantiene apartado de la línea de combate y oculto en lo posible a la vista del enemigo hasta el momento de entra en acción hacia uno de los flancos. la reserva se concentra a unos 2 o 3 km detrás del centro de la posición, disponible para acudir donde se le ordene. La artillería se distribuye por todo el frente de combate, situándose tan cerca de la línea de fuego como sea posible sin que peligre su seguridad (500a 1000 m), y la caballería se coloca hacia los flancos, vigilándolos. 
Complemento de estas disposiciones son los trabajos que se llevan a cabo sin pérdida de tiempo en la posición elegida para despejar el campo de tiro y ponerla en estado de eficaz defensa, y a retaguardia de aquella para crear los principales puntos de apoyo de una segunda línea, que permita renovar la lucha en caso de tener que abandonar la anterior; y hasta de una tercera, que servirá en un último extremo para proteger la retirada.
La primera fase del combate defensivo corresponde, como en la ofensiva a los preliminares de la acción. comprende el choque de la caballería exploradora con la del enemigo y la lucha de la vanguardia de este con los destacamentos que ocupan los puestos avanzados. Estos no deben extremar la resistencia, sosteniéndose solamente el tiempo suficiente para entorpecer y detener la marcha del enemigo, ante el ataque resuelto de este se replegarán a la posición principal, retirándose con orden y destruyendo de paso cuanto pueda facilitar el avance del enemigo. La artillería entra en acción tan pronto como se descubren las baterías opuestas, y concentrando sus fuerzas sucesivamente sobre ellas, procurar reducirlas la silencio, cosa que no le será muy difícil al principio, puesto que tendrá a su favor la superioridad del número y el mejor conocimiento del terreno y las distancias.
Durante la segunda fase del combate, es decir el periodo de preparación, la infantería rompe el fuego a ráfagas a largas distancias sobre las fuerzas del enemigo. La artillería dirige entonces el fuego de sus piezas principalmente contra la infantería enemiga y concentrando el fuego en los puntos de paso obligado del adversario, los siembra de proyectiles. La caballería por su parte pone en juego todos sus recursos para averiguar los movimientos de fuerzas del enemigo y adivinar por ellos la dirección probable que se propone dar al ataque. Este se dibujará con claridad al final del periodo preparatorio, distinguiéndose perfectamente la parte de la línea que está encargada del combate demostrativo y la que debe ejecutar el decisivo. Se refuerza la línea de fuego con las tropas disponibles y al mismo tiempo se prepara el contraataque, que debe descargar por lo general su munición sobre el punto más débil del contrario, esto es, sobre el flanco de la parte que efectúa el combate demostrativo. Las tropas encargadas de realizarlo, que habrán permanecido ocultas hasta que el enemigo entrase en la zona eficaz del fuego de fusilería, desplegando entonces una parte de sus fuerzas para quebrantar a las que constituyen su objetivo propio, tan pronto como el ataque se formaliza entran rápidamente en acción, desbordando el frente del adversario; y apoyadas por el fuego de sus baterías y de las ametralladoras, se lanzan sobre aquel, obligándole a retroceder; conseguido lo cual se retiran con orden a sus antiguas posiciones.
Entre tanto, las fuerzas que guarnecen el frente defensivo aguantan los proyectiles que contra ellos se dirijan. Saliendo de sus trincheras cuando el enemigo está ya muy próximo hacen fuego. Al mismo tiempo los zapadores arrojan sobre el asaltante granadas de mano y otros explosivos y activan las minas. 
Si a pesar de todo, el enemigo continúa avanzando y llega a adueñarse de la posición, antes de darla definitivamente por perdida se intentará recobrarla encomendando esta misión a la reserva. Solo si esta fracasase se impondría la retirada, emprendiéndola con todo el orden posible y de posición en posición bajo la protección de las fuerzas que menos hayan sufrido, y particularmente de la caballería y de la artillería.